# IC 798
IC 798 ist eine elliptische Galaxie vom Hubble-Typ E0 im Sternbild Coma Berenices am Nordsternhimmel, die schätzungsweise 62 Millionen Lichtjahre von der Milchstraße entfernt ist. Die Galaxie ist unter der Katalognummer VCC 1440 als Mitglied des Virgo-Galaxienhaufens gelistet.
Im selben Himmelsareal befinden sich u. a. die Galaxien NGC 4523, IC 797, IC 800, IC 3462.
Das Objekt wurde am 22. April 1892 vom französischen Astronomen Stéphane Javelle entdeckt.